# Мызников, Геннадий Сергеевич
Геннадий Сергеевич Мызников (12 марта 1933 года, Орехово-Зуево, Московская область, РСФСР, СССР — 10 декабря 2018 года) — советский и российский художник, народный художник РФ (2005), академик Российской академии художеств (2012).

## Биография
Родился 12 марта 1933 года в Орехово-Зуево Московской области.
В 1950 году — окончил Ликино-Дулевское художественно-ремесленное училище по специальности «художник по фарфору», в 1956 году — окончил факультет монументальной живописи Ленинградского высшего художественно-промышленного училища имени В. И. Мухиной.
С 1961 по 1985 годы — член правления Московской областной организации Союза художников СССР.
В 2001 году — избран членом-корреспондентом, в 2012 году — академиком Российской академии художеств от Отделения живописи.
Геннадий Сергеевич Мызников умер 10 декабря 2018 года.

## Основные произведения
«Дети на завалинке» (1958); «Маёвка», «Стачка» (1964), «В. И. Ленин» (1964-67), «Северная песня» (1966), «Дорожка в зелени» (1968), «Русская зима» (1969), «Сумерки», «Моя дочь Вика» (1970), «Окно» (1973, 2001), «Портрет Народного артиста СССР Е. Е. Нестеренко» (1976), «9 Мая» (1977, 1979), «Автопортрет с семьёй» (триптих, 1978), «Баня», «Социал-демократы» (оба — 1979), «Встреча» (1982), «Вечер» (1992), «Виноград» (2001).

## Награды
- Народный художник Российской Федерации (2005)[1]
- Заслуженный художник РСФСР (1991)[2]